# Župkov
Župkov (allemand : Scharnowitz, hongrois : Zsarnóca) est un village de Slovaquie situé dans la région de Banská Bystrica.

## Histoire
Première mention écrite du village en 1808.

## Démographie

### Évolution de la population
| Année:               | 1994. | 2004.   | 2014.    | 2024.   |
| -------------------- | ----- | ------- | -------- | ------- |
| Nombre de personnes: | 734   | 727     | 872      | 842     |
| Différence:          |       | -0,95 % | +19,94 % | -3,44 % |

| Année:               | 2023. | 2024.   |
| -------------------- | ----- | ------- |
| Nombre de personnes: | 851   | 842     |
| Différence:          |       | -1,05 % |